# Start All Over
«Start All Over» —en español: «Empezar todo de nuevo»— es una canción interpretada por la artista estadounidense Miley Cyrus. La canción fue escrita por Fefe Dobson, Anne Preven y Scott Cutler, y producida por Annetenna. Fue lanzada el 11 de marzo de 2008 solo en Australia por Hollywood Records como el segundo sencillo de su primer álbum de estudio Meet Miley Cyrus, el segundo disco del álbum doble Hannah Montana 2: Meet Miley Cyrus. También se lanzó un video musical, dirigido por Marc Webb. Una versión en vivo está incluida en Hannah Montana & Miley Cyrus: Best of Both Worlds Concert, así como una versión instrumental en la serie de karaoke de Cyrus. La canción fue originalmente grabada por Fefe Dobson, quien ofreció la canción a Cyrus, ya que no deseaba incluirla en Sunday Love. La letra de la canción uptempo trata sobre tener una segunda oportunidad en una relación romántica.
La canción alcanzó su puesto internacional más alto en Australia en el número 41 y también en las listas de Canadá y Estados Unidos con 68 y 91, respectivamente. La canción también recibió la certificación de oro de la Recording Industry Association of America (RIAA) por vender más de 500.000 copias. Cyrus interpretó la canción en 2007 y 2008 en la gira Best of Both Worlds Tour, como número de apertura de sus actuaciones como ella misma. Cyrus volvió a interpretar «Start All Over» una vez que se embarcó en el Wonder World Tour en 2009.

## Antecedentes y composición
La canción fue escrita e interpretada por la artista canadiense Fefe Dobson para su segundo álbum inédito Sunday Love. Dobson explicó en una entrevisto en agosto de 2009 para MTV News, 

«Escribí una canción, ella la excavó y la cantó. Pero no la quise para mi disco. Solamente no era la adecuada para mi, y sentía como si fuera mejor para otra persona, e hizo un gran trabajo con la canción. Estaba realmente impresionada. Ella sonaba genial. En realidad estoy más feliz con lo que hizo ella que con lo que hice yo».

Dobson canta los coros, junto con Anne Preven, en la versión de Cyrus. Entre el resto del personal está: Paul Bushnell para el bajo eléctrico, Scott Cutler y David Levita para la guitarra eléctrica, Josh Freese para la batería y Jeff Turzo para el teclado electrónico. Está ambientado en compás regular con un tempo moderadamente rápido de 150 latidos por minuto. La canción está escrita en clave de Sol mayor. La voz de Cyrus abarca una octava, desde G3 hasta B4. La canción tiene la siguiente progresión de acordes, Dm7 – Am – G5. En una entrevista con Access Hollywood en el set del vídeo musical, Cyrus mencionó que la canción estaba envuelta con lo romántico y "el chico con el que se supone que tengo que 'empezar todo de nuevo'". Lael Loewenstein, escribiendo para Variety, afirmó que «Breakout» y «Start All Over» "tocan el tema de la autorreinvención".

## Vídeo musical
En una entrevista exclusiva con Access Hollywood, Cyrus habló en cuanto al vídeo musical para la canción, dirigido por Marc Webb. Ella dijo, "Quería algo loco que nadie más hubiese hecho y como muy hecho al azar porque la canción es muy al azar". Filmado el 16 de noviembre de 2007 en un área suburbana de Los Ángeles, California, el vídeo incluyó cincuenta bailarines de fondo, como un profesor de escuela secundaria. Cyrus dijo que el concepto era, "Yo estoy cantando y bailando como rockeando y no tengo ni idea de donde vienen esas personas". La parte del vídeo musical en la que ella entra en la escena "carnavalesca" extrae influencias de la década de 1950 y Hairspray. Otro concepto que explicó con más detalle fue la aparición de un hombre en un "ambiente de fiesta de graduación". Cyrus dijo "aquí va a estar el chico con el que se supone que tengo que 'empezar todo de nuevo' y estamos en el baile, así que estoy [...] no con un vestido ni nada. Por tanto, es al azar. Es como si todo estuviera pasando a la misma vez". El final del video musical, explicó, fue cuando regresó "a donde pertenece" después de un día de "tortura".
El vídeo comienza con Cyrus, en pijama, apagando la lámpara y caerse dormida. Cuando se despierta, Cyrus se encuentra a sí misma en una cama, en una rampa de skate; lleva una camiseta blanca, un chaleco negro, pantalones rojos y botas negras. Mientras tanto los skaters están utilizando la rampa, Cyrus esta de pie y canta la canción en una manera confusa. Entonces entra en un autobús escolar ocupado por hombres y mujeres de negocios, que ella saca a través de la puerta de emergencias. Durante el resto del vídeo Cyrus se la ve explorar un escenario "carnavalesco", mientras baila. Varias figuras aleatorias hacen apariciones, tales como astronautas, buceadores, profesores de secundaria y vaqueros. Una gran, estrella con dibujos cae y revela un escenario para conciertos donde Cyrus interpreta la canción sola con una banda. El vídeo musical para «Start All Over» fue primero visto en Disney Channel el 19 de diciembre de 2007. Se convirtió disponible digitalmente, vía ITunes Store, el 29 de enero de 2008. En 2008, el vídeo recibió una nominación a los Much Music Video por el "mejor vídeo de un artista internacional", pero perdió ante del vídeo de «Don't Stop the Music» de Rihanna.

## Presentaciones en vivo

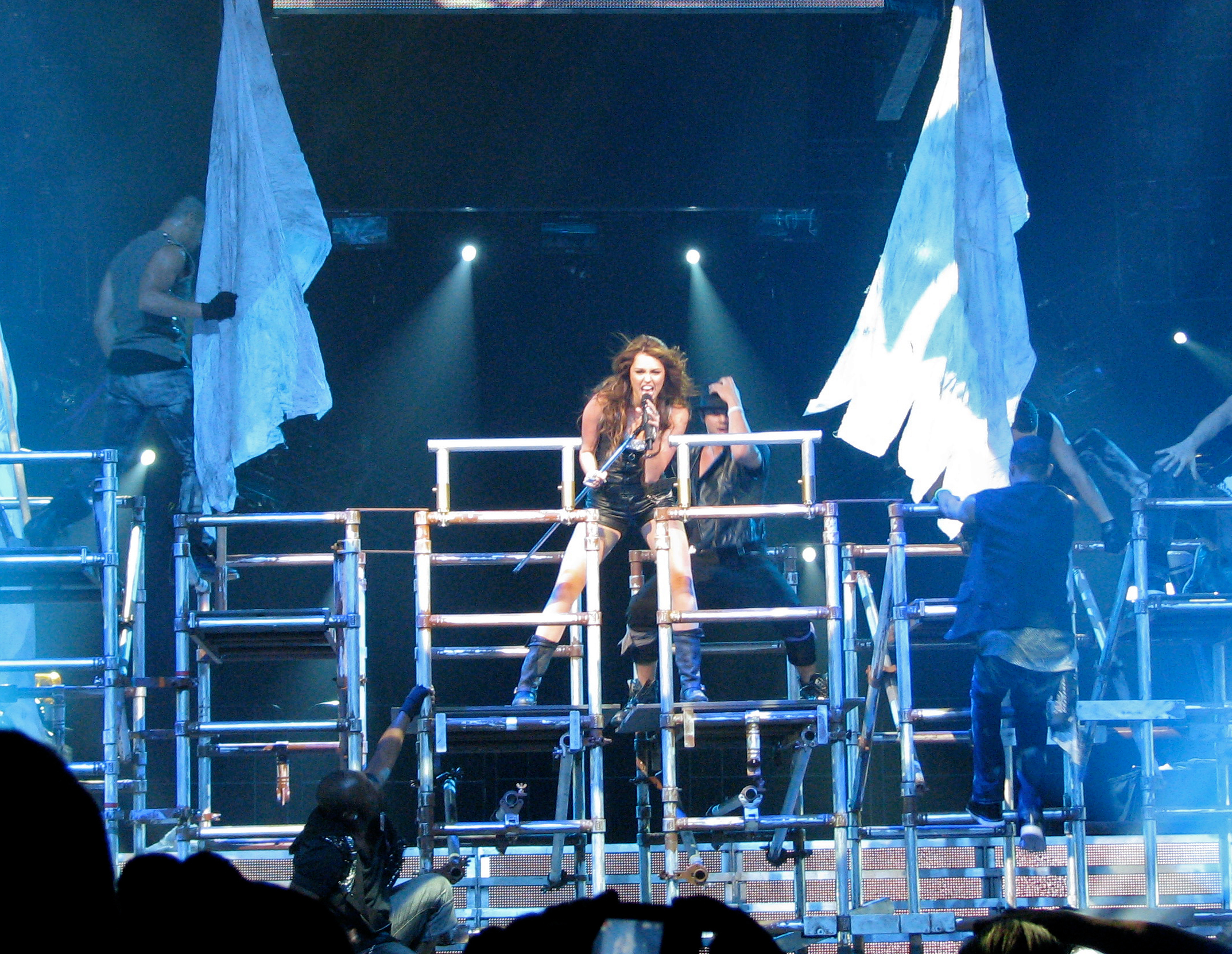
Cyrus interpretando la canción en el Wonder World Tour.

«Start All Over» fue especialmente interpretado en la primera gira de Cyrus, el Best of Both Worlds Tour sobre 2007-2008. El 31 de diciembre de 2007 interpretó la canción en un especial de Dick Clark's New Year's Rockin' Eve with Ryan Seacrest. Cantó la canción el 27 de octubre de 2008 en Berlín, Alemania en un concierto de Disney Channel en el Club Goya para promocionar Breakout.
Se añadió a la lista de su gira internacional, el Wonder World Tour en 2009. También lo interpretó en los conciertos de Rock in Rio en Lisboa, Portugal el 29 de mayo de 2010 y en Madrid, España el 6 de junio de 2010.

## Track listings
- Australia CD Single

1. «Start All Over» (Álbum Versión) – 3:27
2. «Start All Over» (Instrumental) – 3:27

## Posicionamiento en listas

### Semanales
| País (Lista 2008)                  | Mejor posición | Ref.   |
| ---------------------------------- | -------------- | ------ |
| Australia (ARIA Singles Chart)     | 41             | [ 12 ] |
| Canadá (Canadian Hot 100)          | 91             | [ 13 ] |
| Estados Unidos (Billboard Hot 100) | 68             | [ 14 ] |
| Estados Unidos (Digital Songs)     | 50             | [ 15 ] |

## Certificaciones
| País (Organismo certificador) | Certificación | Ventas certificadas | Ref.   |
| ----------------------------- | ------------- | ------------------- | ------ |
| Estados Unidos (RIAA)         | Oro           | 500 000             | [ 16 ] |

## Historial de lanzamiento
| Región    | Fecha               | Formato        | Discográfica | Ref.   |
| --------- | ------------------- | -------------- | ------------ | ------ |
| Australia | 11 de marzo de 2008 | Sencillo en CD | Hollywood    | [ 17 ] |

## Premios y nominaciones
| Año  | Premiación             | Categoría                           | Resultado |
| ---- | ---------------------- | ----------------------------------- | --------- |
| 2008 | MuchMusic Video Awards | Mejor Video Internacional - Solista | Nominada  |